# Charmarita
La charmarita és un mineral de la classe dels carbonats, que pertany al grup de la quintinita. Rep el seu nom de Charles (1917-2003) i Marcelle (1918-2003) Weber, mineralogistes amateurs de Guilford, Connecticut (Estats Units), qui van contribuir àmpliament al coneixement de la Muntanya Saint-Hilaire, i els que també van trobar el mineral.

## Característiques
La charmarita és un carbonat de fórmula química Mn₄Al₂(OH)₁₂CO₃·3H₂O. Va ser aprovada com a espècie vàlida per l'Associació Mineralògica Internacional l'any 1998.
Segons la classificació de Nickel-Strunz, la charmarita pertany a «05.DA: Carbonats amb anions addicionals, amb H₂O, amb cations de mida mitjana» juntament amb els següents minerals: dypingita, hidromagnesita, giorgiosita, widgiemoolthalita, artinita, indigirita, clorartinita, otwayita, zaratita, kambaldaïta, cal·laghanita, claraïta, hidroscarbroïta, scarbroïta, caresita, quintinita, stichtita-2H, brugnatel·lita, clormagaluminita, hidrotalcita-2H, piroaurita-2H, zaccagnaïta, comblainita, desautelsita, hidrotalcita, piroaurita, reevesita, stichtita i takovita.

## Formació i jaciments
Va ser descoberta a la pedrera Poudrette, al mont Saint-Hilaire, a La Vallée-du-Richelieu RCM, Montérégie (Quebec, Canadà). Aquesta pedrera és l'únic indret on ha estat trobada aquesta espècie mineral.